# Division I (Schach) 1966
Die Division I 1966 war die 17. schwedische Mannschaftsmeisterschaft im Schach (Allsvenskan) und gleichzeitig deren 14. Austragung in einem Ligabetrieb mit Auf- und Abstieg.

## Datum und Ort
Die Wettkämpfe wurden am 5. und 6. November in Stockholm ausgetragen.

## Turnierverlauf
In den ersten beiden Runden gewannen sowohl der Titelverteidiger Lunds ASK als auch der Aufsteiger Östra Schacksällskap Stockholm jeweils mit 6:4, so dass die Entscheidung um den Titel in der letzten Runde fiel, während der zweite Aufsteiger Schacksällskapet Manhem und die Auswahlmannschaft von Gästrikland bereits vorzeitig als Absteiger feststanden. Lund besiegte die von Gideon Ståhlberg angeführten Stockholmer und verteidigte damit seinen Titel. 1967 verzichtete Östra SS auf eine Teilnahme an der Allsvenskan, so dass die SS Manhem als Dritter noch den Klassenerhalt erreichte.

### Abschlusstabelle
| Pl. | Verein                             | Sp | G | U | V | MP  | Brett-P.  |
| --- | ---------------------------------- | -- | - | - | - | --- | --------- |
| 01. | Lunds ASK (M)                      | 3  | 3 | 0 | 0 | 6:0 | 18,0:12,0 |
| 02. | Östra Schacksällskap Stockholm (N) | 3  | 2 | 0 | 1 | 4:2 | 16,0:14,0 |
| 03. | Schacksällskapet Manhem (N)        | 3  | 0 | 1 | 2 | 1:5 | 13,0:17,0 |
| 04. | Gästriklands SF                    | 3  | 0 | 1 | 2 | 1:5 | 13,0:17,0 |

### Entscheidungen
|     | Schwedischer Mannschaftsmeister: Lunds ASK                                                           |
|     | Absteiger in die Division II: Östra Schacksällskap Stockholm (freiwilliger Rückzug), Gästriklands SF |
| (M) | Meister der letzten Saison                                                                           |
| (N) | Aufsteiger der letzten Saison                                                                        |

### Kreuztabelle
| Ergebnisse | Ergebnisse                     | 01. | 02. | 03. | 04. |
| ---------- | ------------------------------ | --- | --- | --- | --- |
| 01.        | Lunds ASK                      |     | 6   | 6   | 6   |
| 02.        | Östra Schacksällskap Stockholm | 4   |     | 6   | 6   |
| 03.        | Schacksällskapet Manhem        | 4   | 4   |     | 5   |
| 04.        | Gästriklands SF                | 4   | 4   | 5   |     |

## Die Meistermannschaft
| 1.            | Lunds ASK |
| Schachfiguren | Kjell Krantz, Rolf Martens, Göran Broström, Sven Asker, Magnus Wahlbom, Jan Sibe, Jan Frise, Ulf Larsson, Mats Berglund, Sven Wesén. |